# 鼐滿達
鼐满達（1782年—？），字仲山，号梅村、调溪，杭阿坦氏，蒙古镶黄旗人。嘉庆癸酉科举人，甲戌科进士。后官至山东登州府知府。

## 家族
- 始祖托克托虎。
- 高祖阿穆呼朗。
- 曾祖存柱。
- 祖父豆（窦）金斗，前锋。妻李氏。
- 父亲全保，官至陕甘总督。妻那穆都氏，庶妻張氏。胞兄全亮。
- 胞兄弟：
  - 海三達，四川川北鎭總兵。子理藩院員外郎祿祥，孙儿同治庚午舉人、花翎盐運使壽廷。
  - 齊斌逹，道光三年进士。
  - 阿彦逹，道光十二年进士。[4]
  - 阿克瑚達。其女杭阿坦氏，嫁邦彥（字子俊）。
  - 琦昌。妻卓特氏。子祿綱，咸豐壬子科舉人。
- 胞姊妹杭阿坦氏，分别嫁：
  - 不入八分辅国公奕果（先祖誠隱親王胤祉即康熙帝第三子）[5]。
  - 正黃旗滿洲、嘉慶庚辰科進士烏雅氏慶辰（先祖順治十二年進士薩穆哈）。
  - （又趙佳氏？），继配嫁正白旗满洲觉罗常喜（父兩廣總督、協辦大學士觉罗吉慶，祖父江宁将军莊靖公覺羅萬福，先祖(追)武功郡王禮敦巴圖魯、(追)景祖翼皇帝覺昌安）。
  - 户部筆帖式崇桂（父貴州知府素隆額）。
- 侄女杭阿坦氏（父阿彦逹？，《愛新覺羅宗譜》记为那彥達），嫁二等侍衛、镇国将军載熙 (清朝宗室)（胞兄和碩怡端親王載敦，父追封和碩怡親王奕格，先祖多羅甯良郡王弘晈）[6]。